# Öszkemen
Öszkemen, (kazah nyelven: Өскемен, translit. Óskemen) vagy Uszty-Kamenogorszk (orosz nyelven: Усть-Каменого́рск) város Kazahsztánban, a Kelet-kazahsztáni terület székhelye. Népessége a 2009-es népszámlálási adatok alapján 303 720 fő volt.
A városnak két hivatalos neve van: a kazah nyelvben a neve Өскемен / Óskemen, az orosz nyelven Усть-Каменогорск néven ismert. Mindkét név szerepel a város pecsétjén.

## Története

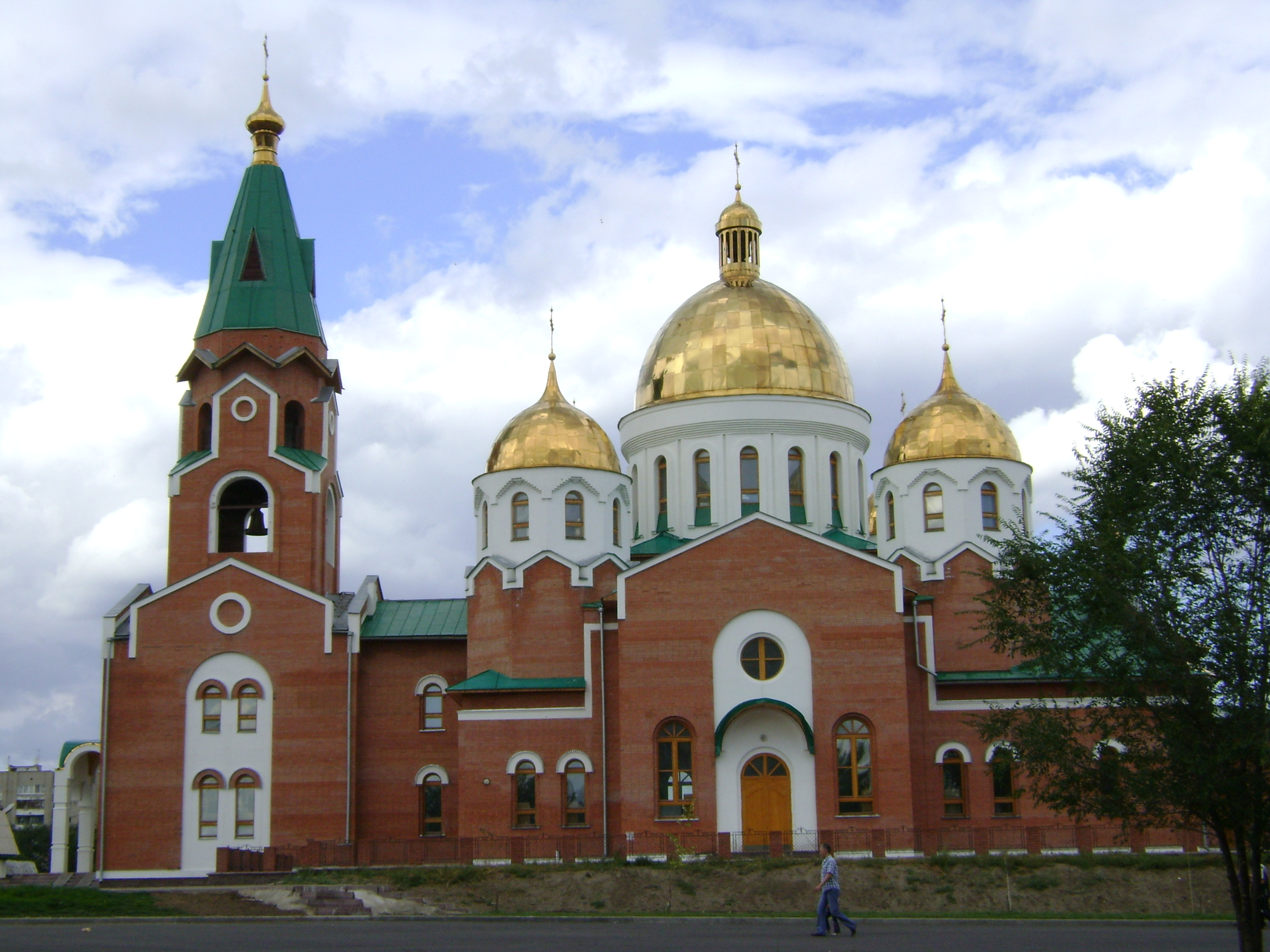
Szent András katedrális, Öszkemen

A várost 1720-ban alapították az Irtisz és Ulba folyók összefolyásánál, Ust-Kamennaya nevű erődként és kereskedelmi posztként. Nagy Péter cár rendje alapján jött létre, aki katonai expedíciót küldött ide,  Ivan Vasilievich Likharev vezetésével, és e helyen; az Ulba és az Irtisz folyók összefolyásánál hozták létre az Ust-Kamennaya erődöt. 1868-ban a város a Szemipalatinszki terület fővárosa lett.
Ez volt Georgy Malenkov 30 éves belső száműzetésének helye, melynek során itt helyi vízerőművet irányított.
A város a szovjet időszakban jelentős bányászati és kohászati központtá fejlődött. Fontos színesfém, különösen urán, berillium, tantál, réz, ólom, ezüst és  cink bányászati hely.
Építőipari központ, amely lakóházelemeket és vasbeton cikkeket gyárt. A város háború utáni ipari története nagyon szorosan összefonódik a szovjet nukleáris  projekttel, ezért a várost zártan tartották kívülállók számára. Az egyik fő ipari vállalkozás, az Ulba Metal Works (UMW), amely urántermékeket gyártott és még mindig gyárt, teljesen titkos volt, annak ellenére, hogy ezer munkavállalót foglalkoztatott. Az UMW beryllium gyártósorának robbanása 1990-ben egy nagyon mérgező berilliumtartalmú "felhő" elterjedéséhez vezetett a város felett. Ennek az eseménynek az egészségügyi hatásai nem teljesen ismertek, részben azért, mert az eseményt a szovjet hatóságok titokban tartották.

## Éghajlata
Öszkemen kontinentális éghajlatú, időszakos csapadékkal. A leghidegebb hónapok november-március. A rekord alacsony hőmérsékletek –49 °C-tól januárig 4 °C-ig terjednek júliusban.